# Valhalla-Gletscher
Der Valhalla-Gletscher ist ein Gletscher im ostantarktischen Viktorialand. In der Asgard Range fließt er zwischen dem Mount Valhalla und dem Conrow-Gletscher in das Wright Valley.
Die Benennung erfolgte 1976 auf dem gemeinsamen Beschluss des Advisory Committee on Antarctic Names und des New Zealand Antarctic Place-Names Committee in Anlehnung an die Benennung der Asgard Range. Namensgeber ist die Valhalla,  Ruheort der in einer Schlacht gefallenen Kämpfer aus der nordischen Mythologie.